# 1960年上海
|        | 上海历史 |
| 世紀： | 19世紀上海 \| 20世紀上海 \| 21世紀上海                                                                                     |
| 年代： | 1930年代上海 \| 1940年代上海 \| 1950年代上海 \| 1960年代上海 \| 1970年代上海 \| 1980年代上海 \| 1990年代上海               |
| 年份： | 1956年上海 \| 1957年上海 \| 1958年上海 \| 1959年上海 \| 1960年上海 \| 1961年上海 \| 1962年上海 \| 1963年上海 \| 1964年上海 |
| 紀年： | 庚子年（鼠年）、上海开埠117周年、上海设市33周年                                                                            |

## 主要官员

### 党委
- 市委第一书记：柯庆施

### 人大（第三届）
无常设机关

### 人民委员会
- 市长：柯庆施

### 法院
- 院长：李继成

### 检察院
- 检察长：林道生

### （党）监察委员会
- 书记：魏文伯

### 政协
- 主席：陈丕显

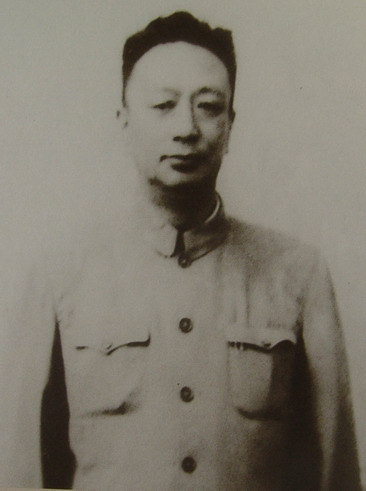
第一书记、市长柯庆施
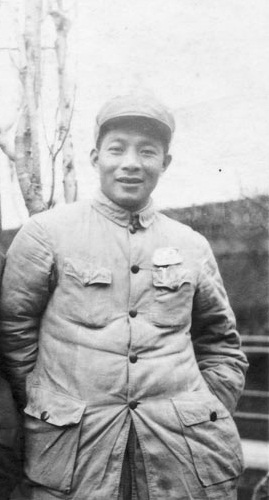
政协主席陈丕显

## 大事记

### 1月
- 1月1日，上海人民广播电台调频广播试播[1]。
- 1月7日，上海调整行政区划，撤销江宁、新成、蓬莱、邑庙、提篮桥、榆林6个区，设立静安、南市、吴淞、闵行4个区。
- 1月中旬，上海广播器材厂开始批量生产上海牌18英寸电视机。

### 2月
- 2月8日，上海第一座自行设计建设的大型水厂长桥水厂建成，日供水能力60万立方米。
- 2月19日，中国第一枚试验型T-7M液体探空火箭，在南汇县老港镇东简易发射场秘密发射成功。

### 3月
- 是月，全市商贸系统一斤16两制改为一斤10两制。

### 4月
- 4月15日，江南造船厂制成的中国第一艘自行设计、全部采用国产钢材的万吨级远洋货轮“东风”号下水[2]。

### 5月
- 中国第一座立体电影院上海东湖立体电影院，1960年5月1日建成开放。
- 5月10～18日，第一届“上海之春”音乐会举行。

### 9月
- 9月24日～10月31日，上海市体育运动会举行。